# Dreienbrunnenpark
Koordinaten: 50° 57′ 56″ N, 11° 0′ 42,9″ O

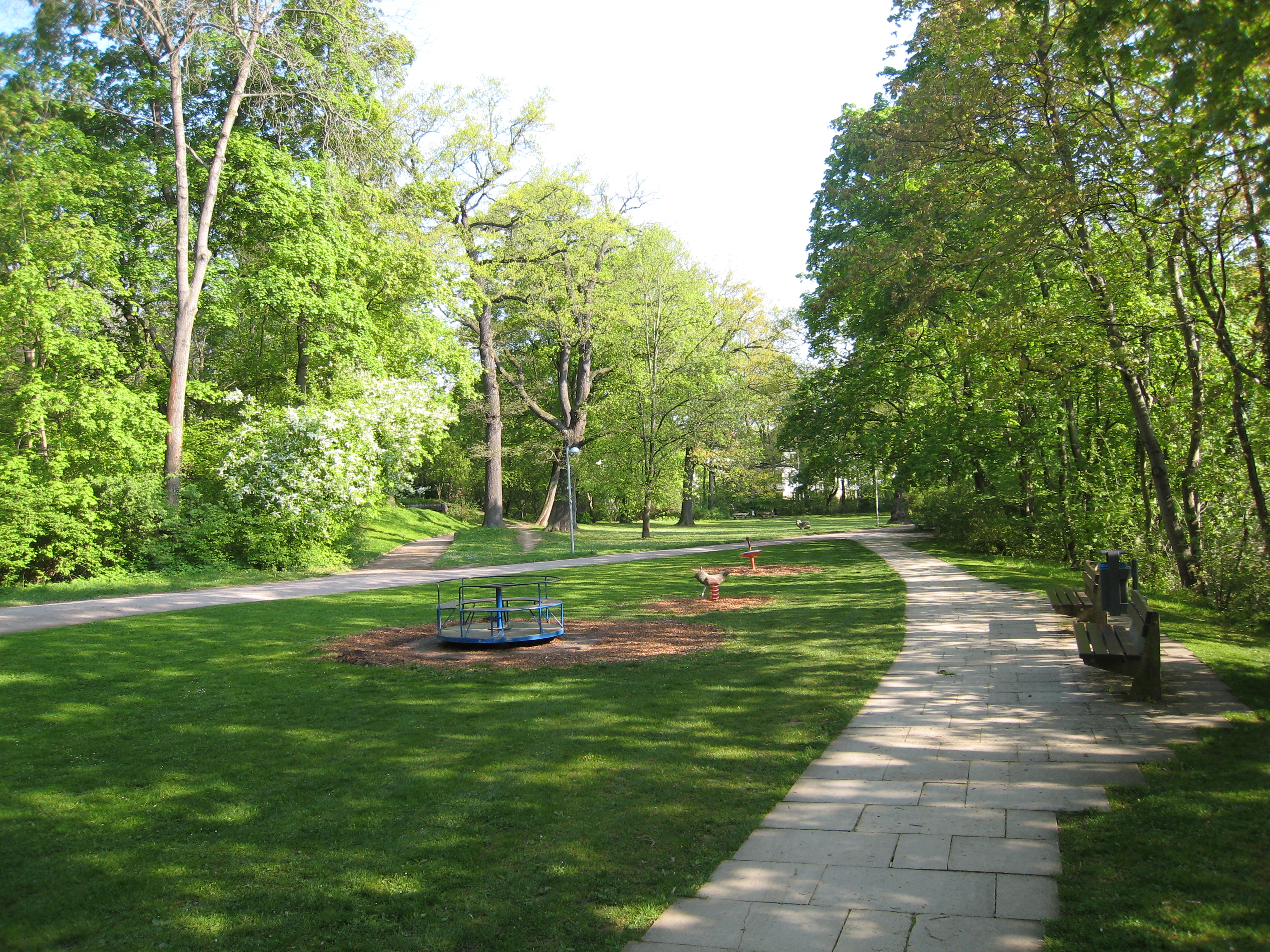
Luisenpark / Dreienbrunnenpark

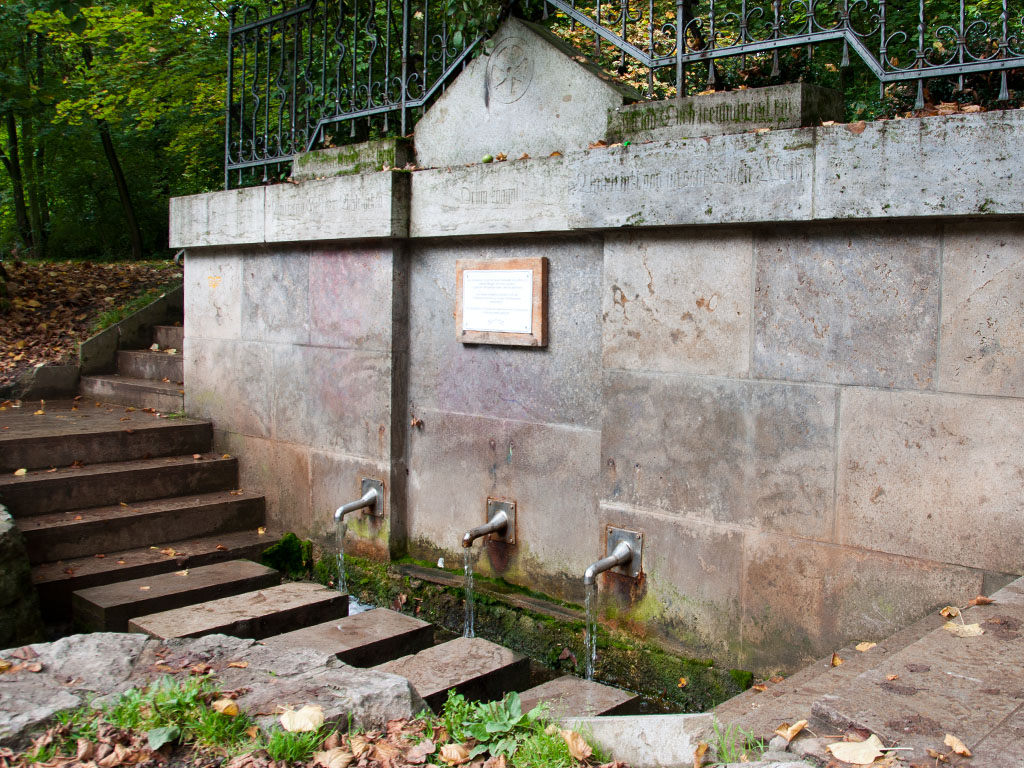
Die Dreienbrunnenquelle

Der Dreienbrunnenpark (oder auch Luisenpark) ist ein Park im Süden von Erfurt.

## Lage
Der ca. 2,3 Hektar große Park liegt im Südwesten des Stadtgebietes zwischen der Brühlervorstadt und dem Ortsteil Erfurt-Hochheim. Er verläuft ausgehend von der Alfred-Hess-Straße in südwestlicher Richtung entlang des Flutgrabens. Westlich des Parks unterhalb der Cyriakstraße befindet sich der Dendrologische Garten.

## Herkunft des Namens
Namensgeber des Parks sind drei dicht nebeneinander liegende Quellen im südwestlichen Teil der Anlage. Diese artesischen Brunnen hatten ursprünglich natürliche Austritte, ihr Wasser floss direkt in die Gera. Vom Grundwasser gespeist, versiegen die Quellen auch bei Trockenheit nicht. Der Erfurter Botaniker Friedrich Adolph Haage ging daher davon aus, dass sich der Name des Parks von „Treue Brunnen“ ableite, nicht aber von der Anzahl der Quellen.

## Naturschutz
Das Dreienbrunnenfeld wurde im Jahr 1961 aufgrund seiner kulturhistorischen Bedeutung als Natur- und Kulturdenkmal ausgewiesen. 2006 wurde der Status als Naturdenkmal aufgehoben und eine Fläche von rund 5,57 ha als Geschützter Landschaftsbestandteil „Dreienbrunnen“ verordnet.
Daneben sind im Park noch drei kleine Naturdenkmale ausgewiesen: eine Eiche, ein Lössaufschluss und die drei Quellen.

## Geschichte

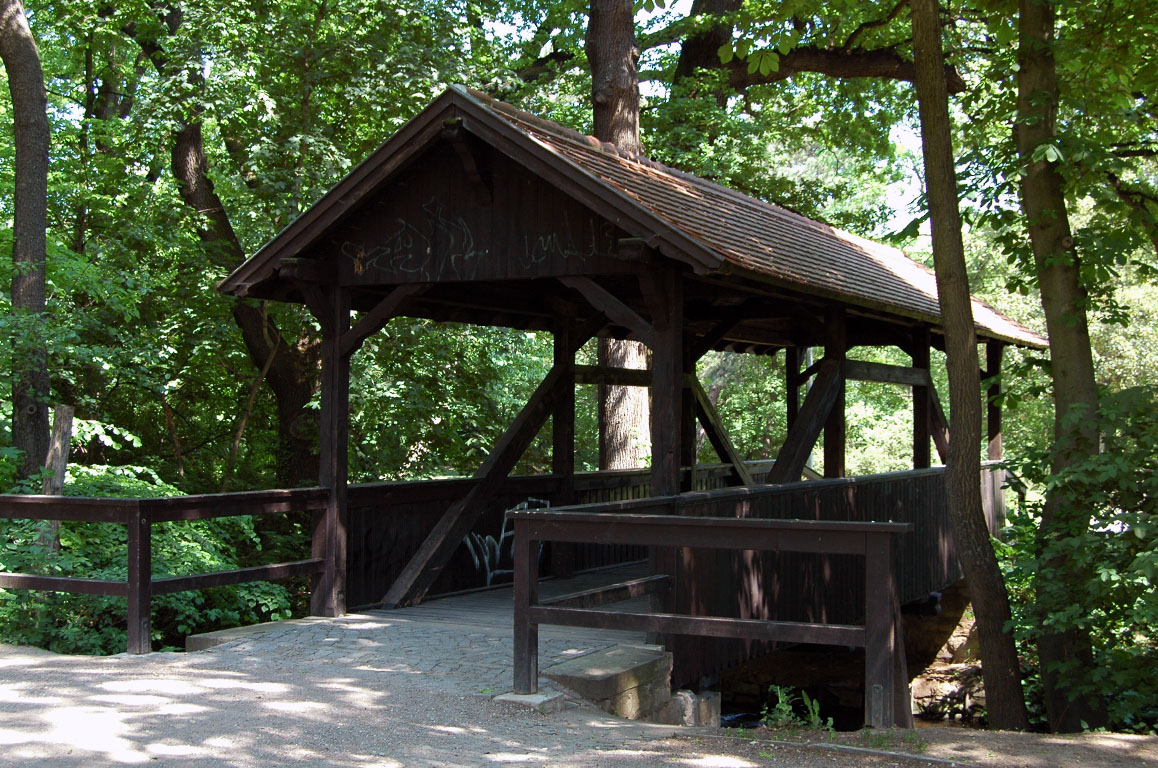
Holzbrücke über die Oberlache

Das sumpfige Gebiet in der Geraniederung wurde bereits im 15. Jahrhundert urbar gemacht und in der Folgezeit zu einem Lustgarten gestaltet. Im Jahr 1813 errichtete ein Erfurter Bürger einen aus den drei Quellen gespeisten Mineralbrunnen, 1843 wurde ein Wanderweg dorthin angelegt. Im Jahr 1897 erwarb die Stadt Erfurt das Gelände und beauftragte den städtischen Gartendirektor Otto Linne mit der Neugestaltung des Areals. Dieser ließ geschwungene Wege entlang der Läufe des Flutgrabens und der Oberlache anlegen und hochstämmige Baumgruppen pflanzen, deren Bestand zum größten Teil heute noch erhalten ist. Im September 1900 wurde der Park zur öffentlichen Nutzung freigegeben. Später ließ die Stadtverwaltung eine Plakette zu Ehren von Königin Luise anbringen, die sich 1803 mit ihrem Ehemann König Wilhelm III. zu einer Erbhuldigungsreise in Erfurt aufgehalten hatte. Aus diesem Grund wird der östliche Bereich des Parks auch Luisenpark genannt.
Eine gusseiserne Gedenkplatte, umrahmt durch einen Kranz von Tuffsteinen, erinnerte mit folgendem Text an einen weiteren Aufenthalt des Königspaars im Park: „Den zweiten Junius 1805 Friedrich Wilhelm III. A.W.A. Louise - Die Stätte, die ein edler Mensch betrat, ist eingeweiht“. Ein Schlossermeister rettete die Platte. Nach glücklicher Wiederentdeckung wird sie restauriert und wieder im Luisenpark aufgestellt.
1908 erteilte die Stadt Erfurt dem einheimischen Kunstgewerbelehrer und Bildhauer Heinrich Steinhage (1880–1948), für den Eingangsbereich des Parks eine Herme der Königin Luise zu errichten. Das 2,90 Meter hohe Denkmal wurde 1909 enthüllt. 1918 stürzten unbekannte Täter die Büste vom Sockel, 1920 wurde sie restauriert wieder aufgesetzt. Während der Zeit der SBZ wurde das Denkmal 1947 entfernt. 1993, nach der Wende, ermöglichte eine Spende der Erfurterin Annemarie Meyenberg die Nachbildung einer Luisen-Büste von Christian Daniel Rauch. Diese fiel den Attacken von Sprayern und schließlich Diebstahl zum Opfer.
1907 wurde die einzige überdachte Holzbrücke der Stadt vom ehemaligen Kaiserplatz in den Park umgesetzt. Sie führt über die Oberlache und dient als Zugang zum zwischen 1959 und 1961 angelegten Dendrologischen Garten. Im Jahr 1992 ließ die Stadt Erfurt den alten Brunnen erneuern.